# Boyd Gaines
Boyd Payne Gaines (Atlanta, 11 mei 1953) is een Amerikaans acteur.

## Biografie
Gaines leerde het acteervak aan de Juilliard School in New York.
Hij begon in 1980 met acteren in de film Fame. Hierna speelde hij rollen in films en televisieseries zoals One Day at a Time (1981-1984), L.A. Law (1986) en Funny Games U.S. (2007).
Gaines is ook actief in het theater. Hij maakte in 1989 zijn debuut op Broadway in het toneelstuk The Heidi Chronicles. Hij heeft driemaal een Tony Award gewonnen voor zijn prestaties op het toneel, in 2000 met de musical Contact, in 1994 met de musical She Loves Me en in 1990 met het toneelstuk The Heidi Chronicles.
Gaines is getrouwd en heeft een dochter.

## Filmografie

### Films
Uitgezonderd korte films.
- 2019 - The Goldfinch - als mr. Barbour
- 2018 - The Independents - als professor Green
- 2016 - No Pay, Nudity - als Stephan
- 2014 - Driving Miss Daisy - als Boolie Werthan
- 2008 - The Trials of J. Robert Oppenheimer – als de stem van Gray
- 2007 - Funny Games U.S. – als Fred
- 2007 - Lovely by Surprise – als klant
- 2004 - Second Best – als Richard
- 1999 - Earthly Possessions – als aankondiger
- 1999 - The Confession – als Liam Clarke
- 1996 - I'm Not Rappaport – als Pete Danforth
- 1995 - The Grass Harp – als verteller
- 1990 - A Son's Promise – als Dan Weston
- 1988 - Call Me – als Bill
- 1986 - Heartbreak Ridge – als luitenant M.R. Ring
- 1985 - The Sure Thing – als Jason
- 1982 - Porky's – als coach Brackett
- 1980 - Fame – als Michael

### Televisieseries
Uitgezonderd eenmalige gastrollen.
- 2006 - Angela's Eyes – als Colin Anderson – 6 afl.
- 2001-2002 - 100 Centre Street – als Casper Quince – 2 afl.
- 2001-2002 - The Education of Max Bickford – als Paul Finazzio – 2 afl.
- 1991 - A Woman Named Jackie – als Yusha Auchincloss – miniserie
- 1988 - Piece of Cake – als Christopher Hart III – 6 afl.
- 1986 - L.A. Law – als Jim Perkins – 4 afl.
- 1985 - Evergreen – als Chris Bradford – 2 afl.
- 1981-1984 - One Day at a Time – als Mark Royer – 51 afl.

## Theaterwerk opBroadway
- 2012 An Enemy of the People -  als dr. Thomas Stockmann
- 2012 - The Columnist – als Stewart Alsop
- 2010-2011 - Driving Miss Daisy – als Boolie Werthan
- 2008-2009 - Gypsy – als Herbie
- 2007 - Pygmalion – als kolonel Pickering
- 2007 - Journey's End – als luitenant Osborne
- 2004-2005 - Twelve Angry Men – als jurylid
- 2002 - Anything Goes – als Lord Evelyn Oakleigh
- 2000-2002 - Contact – als Michael Wiley
- 1998-2004 - Cabaret – als Clifford Bradshaw
- 1995 - Company – als Robert
- 1993-1994 - She Loves Me – als Georg Nowack
- 1992 - The Show Off – als Aubrey Piper
- 1989-1990 - The Heidi Chronicles – als Peter Patrone

- Bibliothèque nationale de France: cb165209284 (data)
- Gemeinsame Normdatei: 134863240
- International Standard Name Identifier: 0000 0001 2140 7588
- Library of Congress Control Number: nr95045612
- MusicBrainz: 755e9d0a-a662-47a0-9f5d-bda0e1195d08
- Nationale Bibliotheek van Israël: 987007349845905171
- Nederlandse Thesaurus van Auteursnamen: 191964085
- Virtual International Authority File: 78673179
- WorldCat: E39PBJtrWj9vGDFmR3yCffJkXd